# 钱三
钱三（1909年6月—1985年9月），傣族，云南潞西人，中华人民共和国地方官员。

## 生平
1909年，钱三生于遮放坝托的的贫寒之家，17岁开始做长工。1950年4月，中国人民解放军进驻遮放，钱三主动接近解放军和工作队，担任翻译与向导。1952年被选送中央民族学院学习，1954年加入中国共产党。1955年潞西“和平协商土地改革”后，钱三担任遮放区委书记。1958年“大跃进”时期因农业生产不肯虚报数字，被打成“右派”。1959年恢复名誉，调任中共潞西县委统战部长，后改任副县长、县政协副主席、县委常委等职，1964年当选潞西县人民政府县长。“文化大革命”时期调任芒市糖厂副厂长，1980年改任潞西县政协副主席。1985年离世。:505-506